# Nashotah
Nashotah es una villa ubicada en el condado de Waukesha en el estado estadounidense de Wisconsin. En el Censo de 2010 tenía una población de 1.395 habitantes y una densidad poblacional de 317,2 personas por km².

## Geografía
Nashotah se encuentra ubicada en las coordenadas 43°5′20″N 88°24′29″O / 43.08889, -88.40806. Según la Oficina del Censo de los Estados Unidos, Nashotah tiene una superficie total de 4.4 km², de la cual 4.32 km² corresponden a tierra firme y (1.83%) 0.08 km² es agua.

## Demografía
Según el censo de 2010, había 1.395 personas residiendo en Nashotah. La densidad de población era de 317,2 hab./km². De los 1.395 habitantes, Nashotah estaba compuesto por el 96.56% blancos, el 0.14% eran afroamericanos, el 0.5% eran amerindios, el 1.43% eran asiáticos, el 0% eran isleños del Pacífico, el 0.14% eran de otras razas y el 1.22% pertenecían a dos o más razas. Del total de la población el 1.36% eran hispanos o latinos de cualquier raza.